# Peter MacOwan
Peter MacOwan (Hull, Inglaterra, 14 de noviembre de 1830 - Uitenhage, provincia del Cabo, 30 de noviembre de 1909) fue un botánico, micólogo y docente en Sudáfrica.

## Biografía
Era hijo de Peter McOwan, un ministro metodista de Escocia, cambiando su nombre en algún momento. Después de terminar la escuela, enseñó en Bath, Colchester y en Leeds. En 1856 se casó con Amelia Day, de Bristol. En 1857 se graduó en Química en la Universidad de Londres, convirtiéndose en profesor de química del Colegio Huddersfield. 
Una enfermedad pulmonar grave, posiblemente asma, le llevó a trasladarse a Sudáfrica y allí asumió el cargo de director de la Escuela Shaw, de reciente creación en Grahamstown. Su salud mejoró rápidamente, reanudando el estudio de la botánica, en la que se había interesado en Inglaterra después de haber iniciado una colección de flores y musgos. Ese interés se vio fomentado por su asociación con investigadores como William Guybon Atherstone. Entró en un fructífero intercambio de muestras y de correspondencia con otros botánicos como Asa Gray, William Jackson Hooker, William Henry Harvey y Otto Wilhelm Sonder, que estaban trabajando en el catálogo Flora Capensis. 
Formó la Sociedad de Sudáfrica de Intercambio Botánico, que reunió a un gran número de botánicos aficionados. Hacia 1868, cerca de nueve mil especímenes se habían enviado al extranjero, y a cambio recibían ejemplares de Europa, Norteamérica y Australia. 
Con el tiempo se convirtió en director de ciencias naturales en el Gill College, de Somerset East (Sudáfrica). Posteriormente fue director del jardín botánico de Ciudad del Cabo y curador del herbario del Gobierno del Cabo. 
La fitopatología como ciencia en Sudáfrica se inició formalmente en 1887, con el nombramiento de Peter MacOwan como consultor en botánica económica del gobierno sudafricano.

## Honores

### Epónimos
- (Acanthaceae) Isoglossa macowanii C.B.Clarke[2]
- (Aizoaceae) Mesembryanthemum macowanii L.Bolus[3]
- (Aloaceae) Aloe macowanii Baker[4]
- (Amaryllidaceae) Apodolirion macowanii Baker[5]
- (Anacardiaceae) Rhus macowanii Schönland[6]
- (Anthericaceae) Anthericum macowanii Baker[7]
- (Apiaceae) Alepidea macowanii Dümmer[8]
- (Asclepiadaceae) Gonostemon macowanii (N.E.Br.) P.V.Heath[9]
- (Asparagaceae) Protasparagus macowanii (Baker) Oberm.[10]
- (Asphodelaceae) Kniphofia macowanii Baker[11]
- (Asteraceae) Senecio macowanii Hilliard[12]
- (Buxaceae) Buxus macowanii Oliv.[13]
- (Crassulaceae) Crassula macowanii Scott-Elliot[14]
- (Cyperaceae) Ficinia macowanii C.B.Clarke[15]
- (Ericaceae) Erica macowanii Cufino subsp. lanceolata (Bolus) E.G.H.Oliv. & I.M.Oliv.[16]
- (Euphorbiaceae) Buxella macowanii Tiegh.[17]
- (Gentianaceae) Sebaea macowanii Gilg ex Schinz[18]
- (Geraniaceae) Pelargonium macowanii Bolus[19]
- (Hyacinthaceae) Albuca macowanii Baker[20]
- (Iridaceae) Tritonia macowanii Hort.[21]
- (Leguminosae) Buchenroedera macowanii Dümmer[22]
- (Liliaceae) Tritoma macowanii Carrière[23]
- (Ochnaceae) Diporidium macowanii Tiegh.[24]
- (Orchidaceae) Disa macowanii Rchb.f.[25]
- (Poaceae) Merxmuellera macowanii (Stapf) Conert[26]
- (Polygalaceae) Muraltia macowanii Levyns[27]
- (Proteaceae) Leucadendron macowanii E.Phillips[28]
- (Restionaceae) Restio macowanii Pillans[29]
- (Scrophulariaceae) Diascia macowanii Hiern[30]
- (Scrophulariaceae) Walafrida macowanii Rolfe[31]
- (Solanaceae) Solanum macowanii Fourc.[32]
- (Sterculiaceae) Hermannia macowanii Schinz[33]
- (Thymelaeaceae) Struthiola macowanii C.H.Wright[34]
- (Viscaceae) Viscum macowanii Engl.[35]

- La abreviatura «MacOwan» se emplea para indicar a Peter MacOwan como autoridad en la descripción y clasificación científica de los vegetales.[36]